# Средние Челны (Нижнекамский район)
 Средние Челны  (тат. Урта Чаллы) — деревня в Нижнекамском районе Татарстана. Входит в состав Краснокадкинского сельского поселения.

## География
Находится в центральной части Татарстана на расстоянии приблизительно 25 км по прямой на юг-юго-запад от районного центра города Нижнекамск у речки Челнинка.

## История
Известна с 1680 года.
В «Списке населенных мест по сведениям 1870 года», изданном в 1877 году, населённый пункт упомянут как деревня Средние Челны 3-го стана Мензелинского уезда Уфимской губернии. Располагалась при речке Челнинке, на Бирско-Мамадышском коммерческом тракте, в 90 верстах от уездного города Мензелинска и в 20 верстах от становой квартиры в селе Заинск (Пригород). В деревне, в 65 дворах жили 304 человека, (татары: 106 мужчин и 93 женщины; русские: 50 мужчин и 55 женщин), были мечеть, училище, водяная мельница.

## Население
Постоянных жителей было: в 1870—304, в 1920—453, в 1926—208, в 1949—209, в 1958—187, в 1970—109, в 1979 — 84, в 1989 — 91, в 2002 − 67 (татары 100 %), 56 в 2010.